# شیچیری یوریچیکا
شیچیری یوریچیکا ((به ژاپنی: 七里頼周 Shichiri Yorichika); ۱ ژانویهٔ ۱۵۱۷ – ۱ ژانویهٔ ۱۵۷۶) از پیروان هونگانجی کننیو در دوره سنگوکو در ژاپن بود.